# Max Frommel
Max Frommel, född den 15 mars 1830 i Karlsruhe, död den 5 januari 1890, var en evangelisk-luthersk tysk präst och skriftställare, son till Carl Ludwig Frommel, bror till Emil Frommel.
Frommel, som var generalsuperintendent i Celle, utgav tre större predikosamlingar (Haus-, Herz- und Pilgerpostille) samt åtskilliga smärre skrifter, exempelvis Charakterbilder zur Charakterbildung (1885; 4:e upplagan 1895) och Einwärts, aufwärts, vorwärts. Pilgergedanken und Lebenserfahrungen (1886, 7:e upplagan 1896; "Inåt, uppåt, framåt", 1889).